# Cantó de Boulogne-sur-Mer-Nord-Oest
El cantó de Boulogne-sur-Mer-Nord-Oest és un cantó francès del departament del Pas de Calais, situat al districte de Boulogne-sur-Mer. Té 1 municipi i part del de Boulogne-sur-Mer.

## Municipis
- Boulogne-sur-Mer (part)
- Wimereux

## Història
| Data d'elecció                           | Identitat         | Partit                     | Qualitat |
| ---------------------------------------- | ----------------- | -------------------------- | -------- |
| 1945-1949                                | M. Thérouanne     | MRP                        |          |
| 1949-1961                                | M. Gournay        | RPF, després divers droite |          |
| 1961-1979                                | Henri Henneguelle | SFIO, després PS           |          |
| 1979-                                    | Dominique Dupilet | PS                         |          |
| les dades anteriors no són pas conegudes |                   |                            |          |
|                                          |                   |                            |          |